# Herb Kargowej
Herb Kargowej – jeden z symboli miasta Kargowa i gminy Kargowa w postaci herbu.

## Wygląd i symbolika
Tarcza herbu jest barwy czerwonej. Umieszczony jest na niej biały polski orzeł w złotej koronie na głowie. Na piersiach orła widoczna jest złota tarcza sercowa, w której polu umieszczony jest wspięty i zwrócony w prawo lew.
Tarcza herbowa jest herbem rodziny Unrugów, która założyła miasto w 1641 roku.